# Promiscuous
"Promiscuous" é uma canção da cantora luso-canadense Nelly Furtado, lançada como o primeiro single de seu terceiro álbum de estúdio, Loose. Foi produzido pelo rapper norte-americano Timbaland, que também faz uma participação especial na canção. "Promiscuous" foi escrita por Furtado, Tim Mosley, Nate Hills e Timothy "Attitude" Clayton. Foi lançado nos Estados Unidos e no resto da América do Norte em 25 de abril de 2006 como o primeiro single oficial do álbum. "Promiscuous" se tornou o single mais famoso de Nelly Furtado, atingindo as posições de número 1 nas listas dos mais vendidos e tocados nas rádios do Canadá e Estados Unidos.

## Lista de faixas
German 2-Track Single / UK CD Single
1. "Promiscuous" (Radio Edit) – 3:41
2. "Crazy" (Radio 1 Live Lounge Session) – 3:24

German 4-Track Single
1. "Promiscuous" (Radio Edit) – 3:41
2. "Crazy" (Radio 1 Live Lounge Session) – 3:24
3. "Promiscuous" (Josh Desi Remix)
4. "Promiscuous" (Video)

Australian CD Single
1. "Promiscuous" (Radio Edit)
2. "Undercover"
3. "Promiscuous" (Josh Desi Remix)
4. "Promiscuous" (Video)

## Videoclipe
O videoclipe mostra Nelly Furtado e Timbaland juntos conversando no telefone e dançando numa boate. Também contém uma aparição especial de Justin Timberlake e Keri Hilson dançando no vídeo com os extras.

## Sucesso comercial
A canção foi lançada no Canadá em 30 de abril de 2006; atingindo a primeira posição na lista dos mais vendidos e tocados nas rádios daquele país. Nos Estados Unidos, a canção se tornou o primeiro single de Nelly a atingir uma das dez primeiras posições na lista dos mais vendidos e tocados nas rádios em mais de cinco anos.
Para promover a canção, Nelly e Timbaland a interpretaram ao vivo no último episódio desta temporada de Saturday Night Live, em 20 de maio de 2006.

## Versões/remixes oficiais
- JoSH Desi Remix
- Ralphi Rosario Radio Edit (3:41)
- Ralphi Rosario Dirty Vox (9:13)
- Ralphi Rosario Dirty Dub (9:11)
- Axwell Remix (6:06)

## Créditos
- Vocais principais: Nelly Furtado, Timbaland
- Mixagem de áudio: Marcella Araica, Demacio Castellon
- Produção de vocais: Jim Beanz
- Vocais secundários: Nelly Furtado, Jim Beanz
- Engenheiros de produção: James Roach, Kobla Tetey
- Bateria: Danja, Timbaland
- Teclado: Danja, Timbaland

## Paradas musicais e certificações
| Parada (2006-07)                          | Melhor posição |
| ----------------------------------------- | -------------- |
| Austrália - (ARIA Charts)                 | 2              |
| Áustria - (Ö3 Austria Top 40)             | 12             |
| Bélgica - (Ultratop 50) (Flandres)        | 6              |
| Bélgica - (Ultratop 40) (Valônia)         | 8              |
| Canadá - Canadian Singles Chart           | 1              |
| Chéquia - IFPI                            | 6              |
| Dinamarca - Tracklisten                   | 1              |
| Países Baixos - Dutch Singles Chart       | 13             |
| Europa - European Hot 100 Singles         | 5              |
| Finlândia - Finnish Singles Chart         | 4              |
| França - French Singles Chart             | 15             |
| Alemanha - German Singles Chart           | 6              |
| Hungria - Hungarian Airplay Chart         | 4              |
| Hungria - Hungarian Dance Chart           | 21             |
| Irlanda - Irish Singles Chart             | 5              |
| Itália - Italian Singles Chart            | 8              |
| Noruega - VG-lista                        | 3              |
| Nova Zelândia - New Zealand Singles Chart | 1              |
| Eslováquia - Slovak Airplay Chart         | 2              |
| Suécia - Sverigetopplistan                | 16             |
| Suíça - Swiss Singles Chart               | 6              |
| Reino Unido - UK Singles Chart            | 3              |
| Estados Unidos - Billboard Hot 100        | 1              |
| Estados Unidos - Hot Dance Club Songs     | 1              |
| Estados Unidos - Latin Songs              | 4              |
| Estados Unidos - Pop Songs                | 1              |
| Estados Unidos - Hot R&B/Hip-Hop Songs    | 1              |

| Parada (2006)                             | Posição |
| ----------------------------------------- | ------- |
| Austrália - Australian Singles Chart      | 10      |
| Bélgica - Belgian Flanders Singles Chart  | 53      |
| Bélgica - Belgian Wallonia Singles Chart  | 52      |
| Países Baixos - Dutch Singles Chart       | 69      |
| Alemanha - German Singles Chart           | 35      |
| Hungria - Hungarian Airplay Chart         | 69      |
| Nova Zelândia - New Zealand Singles Chart | 6       |
| Suíça - Swiss Singles Chart               | 48      |
| Reino Unido - UK Singles Chart            | 38      |
| Estados Unidos - Billboard Hot 100        | 3       |
| Estados Unidos - Pop 100                  | 1       |

| Parada (2000–2009)                 | Posição |
| ---------------------------------- | ------- |
| Estados Unidos - Billboard Hot 100 | 44      |

| País           | Certificação (limiares de vendas) |
| -------------- | --------------------------------- |
| Austrália      | Platina                           |
| Nova Zelândia  | Ouro                              |
| Estados Unidos | Platina                           |